# Magin Benítez
Magín Benítez Benitez  (21 de abril de 1.989 en la ciudad) .Actualmente es Intendente de Villarrica tras ganar las  Elecciones municipales de Paraguay de 2021
1. ↑  https://www.abc.com.py/nacionales/2021/10/10/resultado-elecciones-municipales-villarrica-2021-dura-derrota-del-partido-colorado/
2. ↑  https://www.municipios.gov.py/villarrica/datos-del-intendente/